# Mycalesis eminens
Mycalesis eminens är en fjärilsart som beskrevs av Otto Staudinger 1893. Mycalesis eminens ingår i släktet Mycalesis och familjen praktfjärilar. Inga underarter finns listade i Catalogue of Life.